# 瀧神社

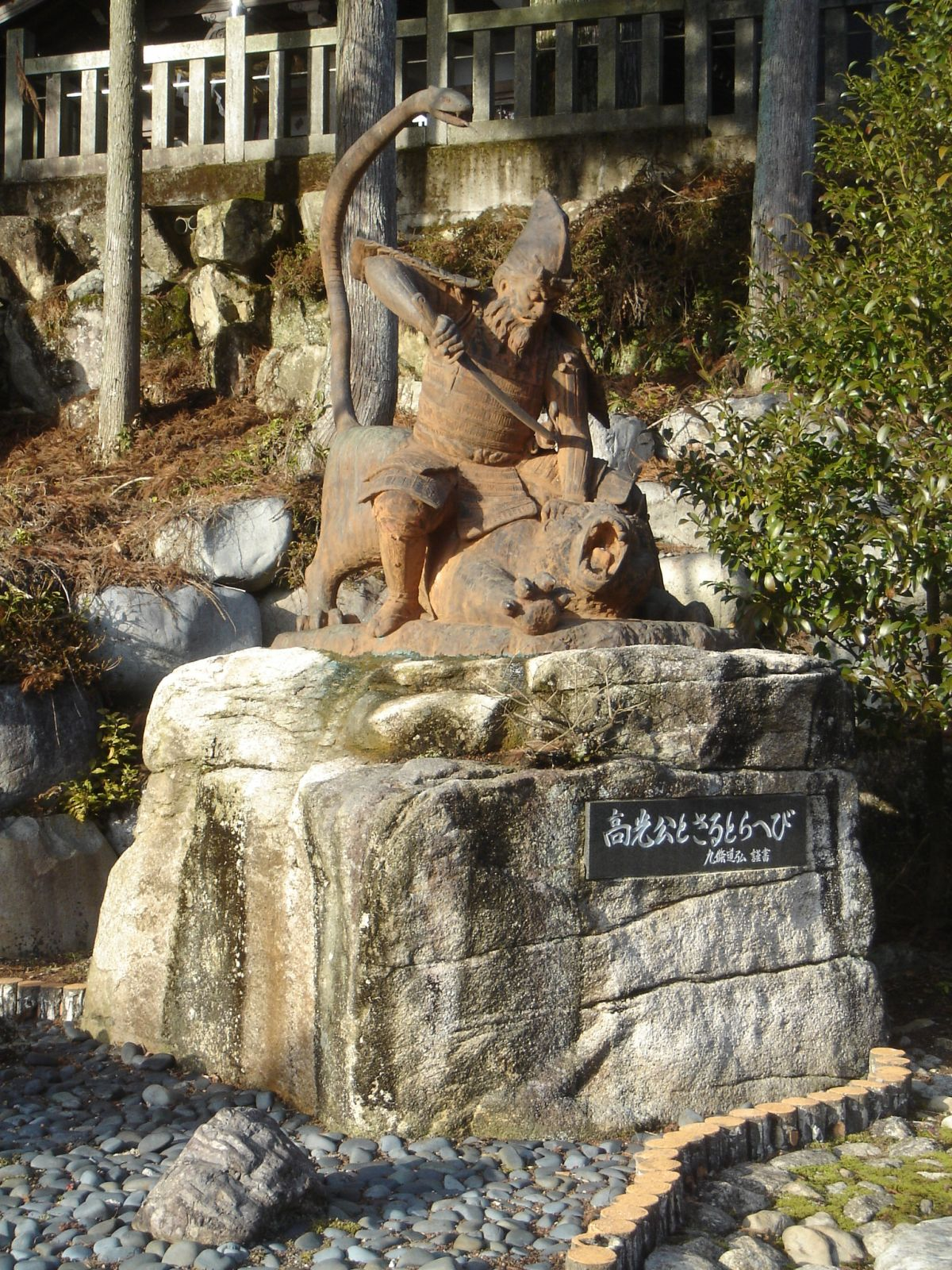
岐阜県関市の高賀神社にある「高光公とさるとらへび」の像

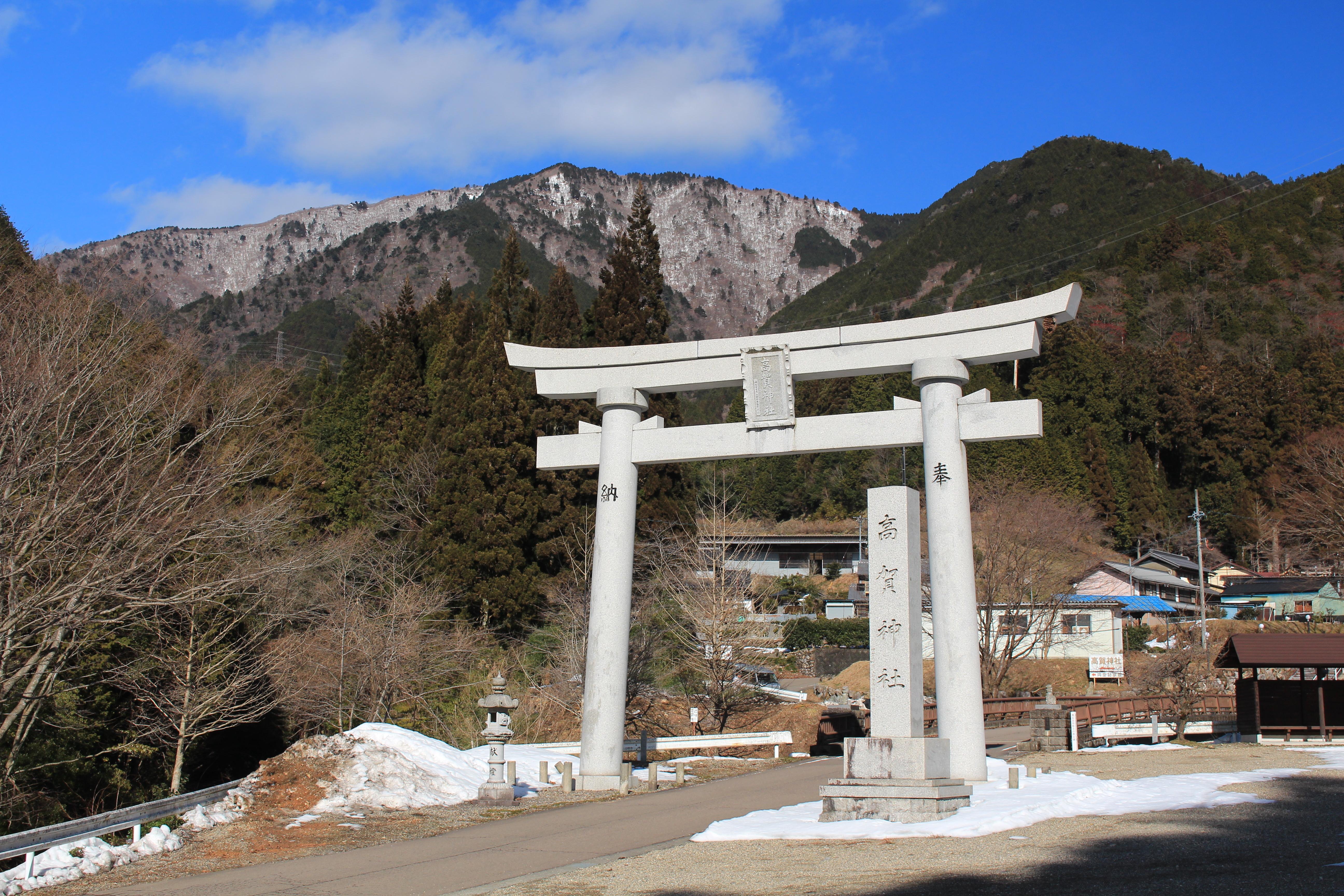
山麓から望む高賀神社の鳥居と高賀山

瀧神社（たきじんじゃ）は、岐阜県美濃市乙狩にある神社。『高賀山信仰』における中心となる社(高賀山六社)の一社である。

## 祭神
- 水園象女之尊（罔象女神）
- 瀬織津比咩尊
- 八百万神

※ 元々は滝（権現滝）自体が信仰の対象と推測される。

## 由緒
社伝によると、天暦年間（10世紀中頃）、この地に妖怪さるとらへびが住み付き、村人に危害を加えているのを聞いた朝廷が、藤原高光をこの地に遣わし、妖怪を退治させたという。この時、高賀山大本神宮大行事神社（現在の高賀神社）を再建し、7昼夜妖怪退治の祈願をしたという。高光が妖怪を追い求めて高賀から乙狩谷に来た時、山全体が黒雲に包まれて進めなくなってしまった。そのとき矢を黒雲の中に放つと雲が無くなり、やがて滝にたどり着いた。この滝の近くの洞がさるとらへびの棲家であった。高光はこの滝で野宿をすると、滝の神々が妖怪を追い払う夢を見た。そこで滝のほとりに祠を建立したのが、瀧神社の始まりと伝わる。
武儀郡神名帳では赤瀧明神と記されている。本殿には平安時代の十一面観世音菩薩があり、神仏習合の形を遺している。

## 高賀山六社
高賀山を主峰とした山（瓢ケ岳、今渕ケ岳、片知山など）の山麓にあり、高賀山を囲む6つの神社。かつては六社めぐりという、この6社を尾根伝いに1日で歩いて巡る苦行が存在した。
- 高賀神社（岐阜県関市）
- 那比新宮神社（岐阜県郡上市）
- 那比本宮神社（岐阜県郡上市）
- 星宮神社（岐阜県郡上市）
- 瀧神社（岐阜県美濃市）
- 金峰神社（岐阜県美濃市）

## 交通機関
- 岐阜バス：牧谷線「牧谷乙狩」バス停下車、約4km。
- わっちも乗ろCar：牧谷上野線・牧谷御手洗線「牧谷乙狩」バス停下車、約4km。